# Cynanchum officinale
Cynanchum officinale là một loài thực vật có hoa trong họ La bố ma. Loài này được (Hemsl.) Tsiang & H.T.Zhang mô tả khoa học đầu tiên năm 1974.